# 宝仙学园短期大学
宝仙学园短期大学（日语：／ Hōsen Gakuen Tanki Daigaku *），简称宝短，是过去一所位于日本东京都中野区的私立短期大学。

## 概要

### 简介
- 学校最早可以追溯到1935年[1][2]。短期大学为于1951年开办[2]、由学校法人宝仙学园经营、来源于真言宗宝仙寺[1]。招生到2008年、停办于2010年[3]。为男女同校从2001年。

### 历史
- 1951年 宝仙学园短期大学成立并同时设置一个学科即保育科[2]。
- 1964年 生活艺术科成立[2]。
- 1967年 保育专攻成立于专科[2]。
- 1993年 保育科改名为保育学科[2]。
- 1997年 生活艺术科改名为造型艺术学科[注 2]。
- 1998年 造型艺术专攻成立于专科[注 2]。
- 2001年 开始招收男学生。
- 2008年 最后一年招生、次年停止招生（正式停办于2010年7月30日[3]）。

## 学校环境
- 校区：在了东京都中野区[注 1]

## 组织

### 学科
- 保育学科

### 前学科
| - 造型艺术学科 |

### 专科
| - 保育专攻 - 造型艺术专攻 |

### 业余课程
| - 没有 |

## 相关链接
- 日本短期大学列表